# スペードの女王 (宝塚歌劇)
『スペードの女王』（スペードのじょおう）は宝塚歌劇団のミュージカル作品。原作はアレクサンドル・プーシキンの同名短編小説『スペードの女王』。
併演は『歌くらべ』。

## 宝塚大劇場公演
形式名は「グランド・ミュージカル」。20場。
公演期間は1965年5月1日から5月31日まで。

### ストーリー
青年士官のヘルマンが、令嬢のリーザに恋をする。財産を得たいヘルマンは、リーザの義母からトランプゲームで勝利する「スリーカードの秘密」を得ようとするが、その脅迫で養母は死んでしまう。

### スタッフ
- 作・演出：白井鐡造
- 音楽：寺田瀧雄、南安雄、中川昌、奥村貢
- 音楽指揮：野村陽児
- 振付：山田卓、喜多弘
- 衣装：小西松茂、真野誠二
- 照明：今井直次
- 小道具：生島道正
- 効果：村上茂
- 録音：松永浩志
- 演出補：小原弘亘
- 演出助手：岡田敬二
- 振付助手：鈴木武

### 主な配役
- ヘルマン：内重のぼる
- 伯爵夫人：美吉佐久子
- リーザ：八汐路まり
- チェカリンスキー公爵：打吹美砂
- アンドロヴィッチ：美山しぐれ
- ポリーナ：初風諄
- ナルーモフ：秩父美保子
- ミハイル：古城都
- 歌手：笹潤子、白峰万里子

## 東京宝塚劇場公演
公演期間は1965年7月7日から7月31日まで。
主なスタッフに白井鐡造がいる。